# Orthodontopsis bardunovii
Orthodontopsis bardunovii är en bladmossart som beskrevs av Mikhail Stanislavovich Ignatov och Benito C. Tan 1992. Orthodontopsis bardunovii ingår i släktet Orthodontopsis och familjen Bryaceae. IUCN kategoriserar arten globalt som starkt hotad. Inga underarter finns listade i Catalogue of Life.